# Hotel Room
Hotel Room est une série télévisée en trois épisodes de 27, 25 et 47 minutes respectivement, créée par David Lynch et Barry Gifford, et diffusée le 8 janvier 1993 sur HBO.
Cette série est inédite dans tous les pays francophones.

## Synopsis
Les trois épisodes se déroulent dans la chambre 603 d'un hôtel, en 1969, 1992 et 1936 respectivement, bien qu'avec le même personnel à chaque fois.

## Fiche technique
- Production : Lynch-Frost Productions
- Création : David Lynch et Monty Montgomery
- Scénaristes : Barry Gifford (épisodes 1 et 3), Jay McInerney (épisode 2)
- Directeur de la photographie : Peter Deming
- Décors : Patricia Norris
- Musique : Angelo Badalamenti
- Producteurs délégués : David Lynch, Monty Montgomery, Deepak Nayar pour Asymmetrical Production/Worldvision Entreprises Inc.

## Épisodes
1. Tricks (septembre 1969) avec Glenne Headly (Darlene), Freddie Jones (Louis « Lou » Holchak) et Harry Dean Stanton (Moe Boca)
2. Getting Rid of Robert (juin 1992) avec Griffin Dunne (Robert), Deborah Unger (Sasha), Mariska Hargitay (Tina) et Chelsea Field (Diane)
3. Blackout (avril 1936) avec Crispin Glover (Danny) et Alicia Witt (Diane)

## Source du texte
- Cet article est partiellement ou en totalité issu du site Aboutlynch.com, le texte ayant été placé par l’auteur ou le responsable de publication sous la licence de documentation libre GNU ou une licence compatible.